# غافين إدواردز
غافين إدواردز (14 أبريل 1979 في المملكة المتحدة - ) (بالإنجليزية: Gavin Edwards)‏ هو لاعب كريكت بريطاني. لعب مع Cornwall County Cricket Club ‏.